# Кружков Володимир Семенович
Володимир Семенович Кружков (16 червня 1905, місто Санкт-Петербург, тепер Російська Федерація — 11 травня 1991, місто Москва) — радянський партійний діяч, філософ, директор Інституту Маркса-Енгельса-Леніна при ЦК ВКП(б), завідувач відділу художньої літератури і мистецтва ЦК ВКП(б), завідувач відділу пропаганди і агітації ЦК КПРС. Спеціаліст в галузі історії російської суспільної думки і естетики. Член Центральної Ревізійної Комісії КПРС у 1952—1956 роках. Депутат Верховної ради СРСР 3—4-го скликань. Доктор філософських наук (1950), професор (1940). Член-кореспондент Академії наук СРСР по відділенню економічних, філософських і правових наук (філософія) (з 23.10.1953 року).

## Життєпис
Член РКП(б) з 1925 року.
У 1931 році закінчив Академію комуністичного виховання імені Крупської.
З 1932 року — викладач, професор філософії у вищих навчальних закладах.
У 1933 році закінчив аспірантуру філософського факультету Комуністичного університету викладачів суспільних наук.
У червні 1941—1942 роках — член Бюро зовнішньополітичної пропаганди. У 1942—1943 роках — відповідальний секретар Радянського інформаційного бюро.
У травні 1943—1944 роках — заступник редактора журналу «Война и рабочий класс».
У 1944 — 20 липня 1949 року — директор Інституту Маркса-Енгельса-Леніна при ЦК ВКП(б).
20 липня 1949 — 1950 року — заступник, 1-й заступник завідувача відділу пропаганди і агітації ЦК ВКП(б).
У 1950 році захистив дисертацію на здобуття наукового ступеня доктора філософських наук.
30 грудня 1950 — 25 березня 1953 року — завідувач відділу художньої літератури і мистецтва ЦК ВКП(б) (КПРС).
25 березня 1953 — 1955 року — завідувач відділу пропаганди і агітації ЦК КПРС.
У 1955 році, разом із кількома партійними ідеологами, став фігурантом сексуального скандалу, через що позбувся посади в ЦК і був відправлений до міста Свердловська.
У 1955—1961 роках — редактор газети «Уральский рабочий» міста Свердловська. Одночасно з 1955 по 1961 рік — професор Уральського державного університету імені Горького.
У 1961—1973 роках — директор Інституту історії мистецтв Міністерства культури СРСР.
З 1973 року — персональний пенсіонер у Москві.
Помер 11 травня 1991 року в Москві. Похований на Кунцевському цвинтарі Москви.

## Наукові праці
- «Д. І. Писарєв: філософські та соціально-політичні погляди» (1942)
- «Основні особливості класичної російської філософії» (1944)
- «Класики російської філософії: Бєлінський, Герцен, Чернишевський, Добролюбов» (1945)
- «Світогляд М. О. Добролюбова» (1950; 2-е вид. 1952)
- «Ленін і мистецтво» (1969, редактор)
- «М. О. Добролюбов: життя, діяльність, світогляд» (1976)
- член авторського колективу короткої біографії Сталіна (1947; 4-е вид. 1951)

## Нагороди
- орден Вітчизняної війни І ст. (23.09.1945)
- два ордени Трудового Червоного Прапора (10.06.1945; 20.08.1986)
- медалі
- Сталінська премія ІІІ ст. (1952) — за наукову працю «Світогляд М. О. Добролюбова» (1950)